# فانسفيل (ماريلاند)
فانسفيل (بالإنجليزية: Vansville, Maryland)‏ هي منطقة سكنية تقع في الولايات المتحدة في مقاطعة برينس جورج (ماريلاند).